# Пет Маккрорі
Патрік Ллойд «Пет» Маккрорі (англ. Patrick Lloyd «Pat» McCrory; нар. 17 жовтня 1956, Колумбус, Огайо) — американський політик, губернатор Північної Кароліни з 2013 року, він був мером міста Шарлотт з 1995 по 2009 рік. Входив до Консультативної ради Національної безпеки штатів при президенті Джорджі Буші-молодшому у період 2002–2006 років. Член Республіканської партії.
Він здобув ступінь бакалавра в Коледжі Катавба у 1978 році. Працював у компанії Duke Energy до приходу в політику.